# Dawid Bykow
Dawid Romanowicz Bykow (ros. Давид Романович Быков, ur. w kwietniu 1903 we wsi Kozary k. Kozielca, zm. 10 sierpnia 1982 w Moskwie) – funkcjonariusz radzieckich organów bezpieczeństwa, generał major.

## Życiorys
Prawosławny, w latach 1917–1920 uczeń szkoły handlowej w Kijowie, od kwietnia do lipca 1919 funkcjonariusz gubernialnej Czeki w Kijowie. Od lipca 1920 do stycznia 1921 czerwonoarmista 44 Dywizji 12 Armii, później ponownie w organach Czeki//GPU w Kijowie, 1924–1926 w okręgowym oddziale GPU w Humaniu, 1926-1930 pomocnik pełnomocnika i pełnomocnik okręgowego oddziału GPU w Artiomowsku, później w sektorze operacyjnym GPU w Doniecku. Od 1933 do marca 1935 szef wydziału miejskiego oddziału GPU/NKWD w Zaporożu, od marca do października 1935 szef wydziału Zarządu Bezpieczeństwa Państwowego (UGB) Zarządu NKWD w Dniepropetrowsku. Od października 1935 do 1 czerwca 1937 szef Wydziału 3 UGB Miejskiego Oddziału NKWD w Mikołajowie, od 22 marca 1936 starszy porucznik bezpieczeństwa państwowego, od 1 czerwca 1937 do 17 lutego 1938 szef Oddziału 12 Wydziału 1 Głównego Zarządu Bezpieczeństwa Państwowego, od 17 lutego 1938 do czerwca 1940 szef Oddziału 10 Wydziału 1 Głównego Zarządu Bezpieczeństwa Państwowego, od 26 kwietnia 1938 kapitan, a od 14 marca 1940 major bezpieczeństwa państwowego. W czerwcu 1940 odkomenderowany do napadniętej i wkrótce anektowanej przez ZSRR Litwy, od 22 października 1940 do marca 1941 zastępca szefa Miejskiego Oddziału NKWD w Wilnie, od marca do lipca 1941 zastępca ludowego komisarza bezpieczeństwa państwowego Litewskiej SRR. Od 11 listopada 1941 do 4 marca 1942 szef wydziału Zarządu NKWD obwodu kujbyszewskiego (obecnie obwód samarski), od 4 marca 1942 do 6 lutego 1943 zastępca szefa Zarządu NKWD obwodu kujbyszewskiego, od 6 lutego do 7 maja 1943 zastępca szefa Zarządu NKWD Kraju Krasnodarskiego, od 14 lutego 1943 pułkownik bezpieczeństwa państwowego. Od 7 maja 1943 do 14 czerwca 1945 szef Zarządu NKGB obwodu omskiego, od 18 marca 1944 komisarz bezpieczeństwa państwowego, od 14 czerwca 1945 do 8 lipca 1946 ludowy komisarz/minister bezpieczeństwa państwowego Baszkirskiej ASRR, od 9 lipca 1945 generał major. 
8 lipca 1946 aresztowany, 1947 wykluczony z partii, 30 sierpnia 1947 skazany na 5 lat więzienia "za nadużycie władzy, bezpodstawne masowe aresztowania i fałszowanie spraw śledczych", 31 grudnia 1949 zwolniony. 3 stycznia 1955 pozbawiony stopnia generała majora. 
Deputowany do Rady Najwyższej ZSRR 2 kadencji.

## Odznaczenia
- Order Lenina (4 grudnia 1945)
- Order Czerwonego Sztandaru (3 listopada 1944)
- Order Czerwonej Gwiazdy (trzykrotnie - 30 stycznia 1943, 28 kwietnia 1943 i 16 września 1945)
- Odznaka "Honorowy Funkcjonariusz Czeki/GPU (XV)" (15 września 1937)

i 3 medale.